# Tesla Roadster
El Tesla Roadster és un cotxe esportiu completament elèctric i és el primer cotxe de la casa Tesla Motors.
Tesla assegura que els seus prototipus són capaços d'accelerar de 0 a 100 km/h en 3,9 segons, una velocitat màxima de 210 km/h i una autonomia de més de 393 km amb una càrrega de la bateria d'ions Liti. L'eficiència del Roadster és de 133 watt hora/km equivalent al consum d'1,74 litres de gasolina per cada 100 km.